# 久保寺淳
久保寺 淳（くぼでら じゅん、9月3日 - ）は、日本の俳優。東京都出身。早稲田大学第一文学部演劇専修卒業。英語と中国語が堪能。2011年-2019年、台湾でも活動。

## 来歴
2008年から本格的に俳優として活動。小劇場から始めて、映画やテレビドラマへと活動を広げた。
2023年、『過去負う者』（舩橋淳監督）と『ふたりごっこ』（冨樫森監督）で主演を果たす。李榮浩（中国語: 李榮浩）（リー・ロンハオ）のMV『年少有為』で香港俳優のラム・シューと共演、中華圏で爆発的ヒット。

## 人物
小学校低学年で『南極物語』と『ローマの休日』に衝撃を受け、『高校聖夫婦』や『澪つくし』などのドラマを真似して演技を始める。
2011年、台湾の映画人の登竜門である国立台北芸術大学の監督コースに俳優として参加する。
趣味は読書、映画・音楽鑑賞、妄想思考、散歩、ヨガ。
『ぐるりのこと。』（橋口亮輔監督）の倍賞美津子、『あ、春』（相米慎二監督）の富司純子に憧れている。

## 出演

### 映画
- 『友友友友友!!』（2012年、監督：黃泰安）
- 『KANO』（2013年、監督：馬志翔）
- 『点の世界』（2014年、監督：渡部眞）
- 『沈黙 -サイレンス-』（2015年、監督：マーティン・スコセッシ）
- 『ママ、ごはんまだ?』（2016年、監督：白羽弥仁）
- 『癡情男子漢』（2017年、監督：連奕琪）
- 『地圖的盡頭（中国語: 地圖的盡頭）』（2017年、監督：張志勇）
- 『ばあばは、だいじょうぶ』（2019年、監督：ジャッキー・ウー）
- 『一粒の麦 荻野吟子の生涯』（2019年、監督：山田火砂子）
- 『由菱開始LENS』（2019年、監督：ウォン・ワイ）
- 『われ弱ければ 矢嶋楫子伝』（2022年、監督：山田火砂子）
- 『夜を走る』（2022年、監督：佐向大） - 梶原美津子 役
- 『息ができない』（2022年、監督：冨樫森） - 劇中プロデューサー 役
- 『過去負う者』（2023年、監督：舩橋淳） - 主演・藤村淳 役[2]
- 『ふたりごっこ』（2023年、監督：冨樫森） - 主演・御厨あかり 役[3]

### 舞台
- 『（紙の上の）ユグドラシル』（2008年、青山円形劇場）
- 『ちゃんぽん』（2009年、池袋あうるすぽっと）
- 『蝦夷地別件』（2013年、東京芸術劇場）
- 『夏の夜の夢』（2014年、SPACE 雜遊）
- 『グリークス』（2019年、浅草九劇）

### テレビドラマ
- 『美人龍湯』（2012年、台湾八大電視）
- 『サムライ先生』（2015年、テレビ朝日）
- 『紫色大稻?』（2016年、台灣三立電視）
- 『ゆとりですがなにか』（2016年、日本テレビ）
- 『コック警部の晩餐会』（2016年、TBSテレビ）
- 『四月望雨』（2017年、台灣電視）
- 『どこにもない国』（2018年、NHK総合テレビジョン）
- 『ヒモメン』（2018年、テレビ朝日）
- 『鬥陣來鬧熱』（2019年、台湾華視テレビ）
- 『パレートの誤算』（2020年、WOWOW）
- 『明日、私は誰かのカノジョ』（2022年、TBSテレビ/毎日放送）

### CM
- 日本コカ・コーラ「ジョージア」（2014年）
- 損保ジャパン「フェミニーヌ」（2019年）

### その他
- テレビ『女人好犀利』（2012年、台湾三立電視）
- テレビ『中天新聞』（2013年、台湾中天電視）
- MV『年少有為』（2018年、李榮浩（中国語: 李榮浩）（リー・ロンハオ））[1]
- レインボーFM『イレブンミュージック』（2020年-2021年）
- YouTube
  - 『海に浮かんだラブレターは…』（2020年、佐向大監督）[4]
  - 『千里眼カフェ』シリーズ
    - 『千里眼カフェ1・彷徨う愛憎〜或いはセーラー服とキカンぼう』（2021年） - リン 役[5]
    - 『千里眼カフェ2・千里眼少女の憂鬱〜或いは櫻の樹の下には』（2024年） - リン 役[6]